# Dennis Anderson (homme politique)
Pour les articles homonymes, voir Dennis Anderson et Anderson.
Dennis Anderson (né le 16 août 1949 et mort le 20 mars 2019) est un ancien homme politique provincial en Alberta, Canada.

## Carrière Politique
Né à Edmonton, Anderson a été candidat progressiste-conservateur aux élections générales de 1979 en Alberta . Il a remporté la circonscription électorale de Calgary-Currie, battant trois autres candidats. Il a été réélu à son deuxième mandat aux élections générales de l'Alberta de 1982, en gagnant le vote populaire. Anderson s'est présenté pour un troisième mandat aux élections générales de 1986 en Alberta. Il a remporté cette élection en battant trois autres candidats, mais sa part de voix a diminué.
Après les élections, le premier ministre Don Getty a l'a nommé  ministre de la Culture et du Multiculturalisme et des questions féminines. Anderson a occupé ce poste jusqu'en 1987, lorsqu'il est devenu ministre des Affaires municipales et du Logement. Il a brigué son quatrième et dernier mandat aux élections générales de 1989 en Alberta . Il a remporté l'élection en battant deux autres candidats. Après l'élection, Anderson a été nommé comme ministre de la Consommation et des Affaires corporatives, occupant ce poste jusqu'à ce que Ralph Klein devienne premier ministre en 1992. Anderson a également occupé le poste de vice-leader et a été le principal responsable des comités législatifs de l'Alberta. Il a quitté la politique à la dissolution de l'Assemblée législative de l'Alberta en 1993.

## Engagements pour la santé mentale
À dix-sept ans, il a fréquenté le Rochdale College de Toronto et a ouvert le Rochdale Drug Crisis Centre et a continué à défendre la santé mentale. Après Rochdale, il a animé des émissions de radio hebdomadaires sur la politique.
Après avoir quitté la politique, Anderson a travaillé en Russie pour aider des villes à développer des systèmes démocratiques, au Pérou pour établir l'équité et la protection des droits individuels, deux fois en Ukraine pour observer les élections et en Inde pour conseiller sur la santé mentale . Depuis 2000, il a été consul honoraire et maintenant consul général pour la Thaïlande , responsable de l'Alberta, du Saskatchewan et du Manitoba. Il est commandeur de l'ordre de l'éléphant blanc (Thaïlande), il a également reçu la médaille d'accompagnement (Thaïlande).
Il a été le président de l' Association canadienne pour la santé mentale en Alberta et de son exécutif national. Il a été directeur de la Commission de la santé mentale du Canada et a travaillé avec d'autres organismes de défense de la santé mentale, notamment le groupe Assured Income for the Severely Handicapped (AISH), qui offre des prestations financières et de santé aux Albertains admissibles. . En tant que commissaire de la Commission de police d'Edmonton de 2006 à 2012 et président de toutes les commissions de police de l'Alberta, il a initié une formation en santé mentale pour la police.
À titre de président fondateur de l'Alliance pour la maladie mentale et la santé mentale de l'Alberta, M. Anderson a uni seize organismes à la gouvernance de la santé mentale. Il a été conseiller auprès d'organismes, dont le département de psychiatrie de l' Université de l'Alberta , président fondateur du Cercle du lieutenant-gouverneur sur la santé mentale et la toxicomanie et a créé le Chimo Project pour offrir des thérapies animales aux personnes atteintes de maladie mentale .

## Prix et Distinctions
Il a reçu le prix du héros pour avoir été le pionnier du projet Chimo, ainsi qu'un prix Best West pour la meilleure émission de radio, Youth in Trouble . Comme récipiendaire du Prix CM Hincks de l' Association canadienne pour la santé mentale, il a également reçu la Médaille du centenaire de l' Alberta, la Médaille du jubilé de diamant de la Reine, la Médaille commémorative du 125e anniversaire et la Médaille du Souverain pour les bénévoles du Canada.
Il prévoit actuellement de travailler avec les gouvernements, les hôpitaux et d'autres organismes pour créer un programme qui utilise les animaux pour favoriser une meilleure santé mentale. Il s'est récemment joint au conseil d'administration de l'Institut royal de recherche en santé mentale à Ottawa.
Il a reçu un doctorat honorifique en droit de l'Université de l'Alberta en 2017.